# Nella Anfuso
Nella Anfuso, wym. anfuzo (ur. 5 października 1942 w Alii koło Palermo) – włoska śpiewaczka sopranowa i muzykolożka, znawczyni dawnej literatury, specjalistka w dziedzinie muzyki starowłoskiej, wybitna i ceniona muzyki renesansowej i barokowej, profesor, wykładowczyni sztuki dramatycznej w konserwatorium w Lukce.
Studiowała we Florencji i Rzymie. Przyjaźniła się z polską śpiewaczką Ireną Lewińską, spotykając się z nią we Włoszech i Polsce oraz udzielając jej rad i konsultacji. Korzystała z porad i konsultacji tej wybitnej znawczyni literatury i muzyki dawnych mistrzów.